# Hybanthus enneaspermus
Hybanthus enneaspermus es una especie arbustiva perteneciente a la familia Violaceae. Se encuentra en Asia, África y Australia. 

## Descripción
Es una planta herbácea perennifolia que alcanza  hasta  60 cm de alto, glabra o peluda. Las hojas son lineares a lanceoladas, de 1-5 cm de largo, los márgenes recurvados a revolutos, en ocasiones planos, con estípulas acuminadas, de 1-4 mm de largo. Las flores son solitarias, con sépalos de 3-4 mm de largo. El pétalo inferior amplio espatulado; los pétalos superiores lineal-oblongos,  de 3-4 mm de largo, el par lateral de 4,5-5 mm de largo. El fruto es una cápsula de 4-9 mm de largo; con 5-12 semillas.

## Distribución y hábitat
Se encuentra entre los matorrales a lo largo de los ríos, en praderas abiertas, lugares arenosos cerca de las costas, por debajo de 500 metros de altitud, en Guangdong, Hainan, Taiwán, en África tropical, Asia tropical y Australia.

## Taxonomía
Hybanthus enneaspermus fue descrita por (Linneo) F.Muell. y publicado en Fragmenta Phytographiae Australiae 10: 81, en el año 1876.
Variedades aceptadas
- Hybanthus enneaspermus var. latifolius (De Wild.) Engl.

sinonimia
| - Calceolaria enneasperma (L.) Kuntze - Hybanthus heterophyllus (Vent.) Baill. - Hybanthus linifolius (Poir.) Baill. - Hybanthus stellarioides (Domin) P.I. Forst. - Hybanthus suffruticosus (L.) Baill. - Ionidium enneaspermum (L.) Vent. - Ionidium heterophyllum Vent. - Ionidium linifolium (Poir.) DC - Ionidium rhabdospermum Hochst. - Ionidium thesiifolium (Juss. ex Poir.) Roem. & Schult. - Pigea banksiana Ging. | - Polygala frutescens Burm.f. ex DC. - Solea enneasperma Spreng. - Solea erecta Spreng. - Viola enneasperma L. basónimo - Viola erecta Roth - Viola guineensis Schumach. & Thonn. - Viola heterophylla Poir. - Viola lanceifolia Schumach. & Thonn. - Viola linifolia Poir. - Viola suffruticosa L. - Viola thesiifolia Juss. ex Poir. |